# Compagnie du chemin de fer Porrentruy – Bonfol

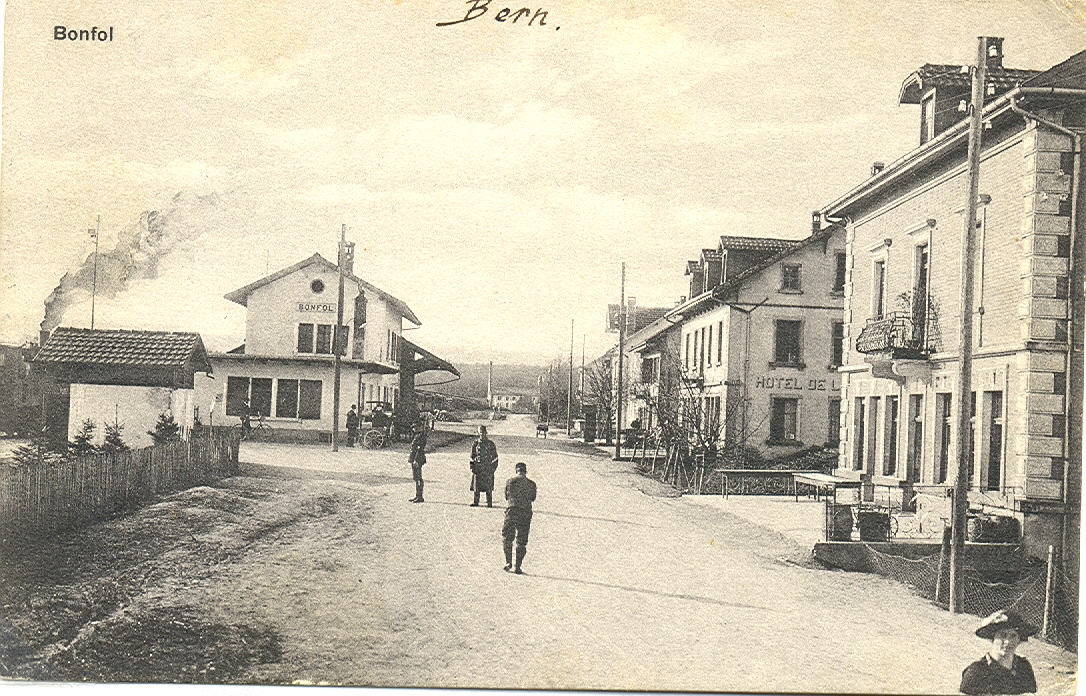
La gare de Bonfol en 1910.

La Compagnie du chemin de fer Porrentruy – Bonfol (RPB) est une entreprise ferroviaire créée en 1898 pour la concession de la ligne de Porrentruy à Bonfol. En absorbant d'autres chemins de fer, elle disparaît en 1944 lors d'une fusion avec la Compagnie du chemin de fer Saignelégier – La Chaux-de-Fonds, la Compagnie du chemin de fer Saignelégier – Glovelier et le Chemin de fer Tavannes – Le Noirmont pour laisser place aux Chemins de fer du Jura.

## Chronologie
- Création le 17 février 1898[1] ;
- Ouverture au trafic le 13 juillet 1901 ;
- Inauguration de la ligne de chemin de fer Porrentruy – Bonfol le 14 juillet 1901[2] ;
- Disparition le 1er janvier 1944.

## Histoire
Le Chemin de fer Porrentruy-Bondol est fusionné, le 1er janvier 1944, avec le Régional Saignelégier-Glovelier, le Chemin de fer Saignelégier-La Chaux-de-Fonds et le Chemin de fer Tavannes-Noirmont, pour fonder les Chemins de fer du Jura (CJ).